# مسجد الشيخ جلال
مسجد الشيخ جلال وهو من مساجد بغداد القديمة، وسمي نسبة إلى بانيهِ وهو جلال الدين محمد بن الشيخ محمد الحنفي الكوفي، ويقع المسجد في محلة راغبة خاتون في قضاء الأعظمية، وشيد المسجد عام 1380هـ/1960م، وتبلغ مساحته الكلية حوالي 500م2، ومساحة الحرم 300م2، ويستوعب لحوالي 150 مصل، والحرم مستطيل الشكل، ومبني بالطابوق ويعلوهُ سقف من الأسمنت المسلح بالحديد، وتعلو السقف قبة ضخمة بيضوية الشكل جميلة البنيان على الطراز الحديث، يبلغ قطرها 7 أمتار، وأرتفاعها عن الأرض 14 متر تقريباً، والقبة مبنية من مادة الطابوق ولونها أصفر فاتح، وبقربها تقف مئذنة صغيرة من الحديد تعلوها أبواق الآذان، أما المحراب فبني على شكل تجويف في داخل جدار الحرم من الطابوق، وقد زينت جدران الحرم بالآيات القرآنية من الداخل وتحيطهُ النوافذ من كافة النواحي، وأرضيته مفروشة بالسجاد العراقي.
ويحتوي المسجد على حديقة صغيرة ودار خاص لسكن الإمام.
وتقام في المسجد حالياً الصلوات الخمسة، وهو مستلم من قبل ديوان الوقف السني في العراق وحالتهُ مضبوطة، وعدد المصلين حالياً لا يتجاوز الثلاثين مصل، ولقد قل عدد المصلين بسبب سوء الظروف الأمنية، وتقام فيهِ دورات لتحفيظ القرآن، في وقت العطلة الصيفية للطلاب، كما يتم فيه تقديم المساعدات المادية والاغاثية للعوائل الفقيرة والمتعففة وعوائل الشهداء والمعتقلين.